# 21460 Рьодзо
21460 Рьодзо (21460 Ryozo) — астероїд головного поясу, відкритий 30 квітня 1998 року.
Тіссеранів параметр щодо Юпітера — 3,575.
Названо на честь Рьодзо (яп. りょうぞう(良三) рьо:дзо:).